# Боо-Сийан
Боо́-Сийа́н (фр. Boô-Silhen, окс. Bòr e Silhen) — коммуна во Франции, находится в регионе Юг — Пиренеи. Департамент — Верхние Пиренеи. Входит в состав кантона Аржелес-Газост. Округ коммуны — Аржелес-Газост.
Код INSEE коммуны — 65098.

## География
Коммуна расположена приблизительно в 680 км к югу от Парижа, в 140 км юго-западнее Тулузы, в 27 км к юго-западу от Тарба.
По территории коммуны протекает река Гав-де-По.

## Климат
Климат умеренно-океанический с солнечной тёплой погодой и обильными осадками на протяжении практически всего года.

## Население
Население коммуны на 2010 год составляло 278 человек.
| 1962 | 1968 | 1975 | 1982 | 1990 | 1999 | 2010 |
| ---- | ---- | ---- | ---- | ---- | ---- | ---- |
| 144  | 165  | 164  | 275  | 269  | 271  | 278  |

## Экономика
В 2010 году среди 178 человек трудоспособного возраста (15-64 лет) 137 были экономически активными, 41 — неактивными (показатель активности — 77,0 %, в 1999 году было 71,9 %). Из 137 активных жителей работали 127 человек (61 мужчина и 66 женщин), безработных было 10 (4 мужчины и 6 женщин). Среди 41 неактивных 9 человек были учениками или студентами, 21 — пенсионерами, 11 были неактивными по другим причинам.

## Достопримечательности
- Церковь Св. Варфоломея в деревне Боо (XII век). Исторический памятник с 1986 года[4]
- Церковь Св. Винсента в деревне Сийан (XI—XII века). Исторический памятник с 1986 года[5]

## Фотогалерея

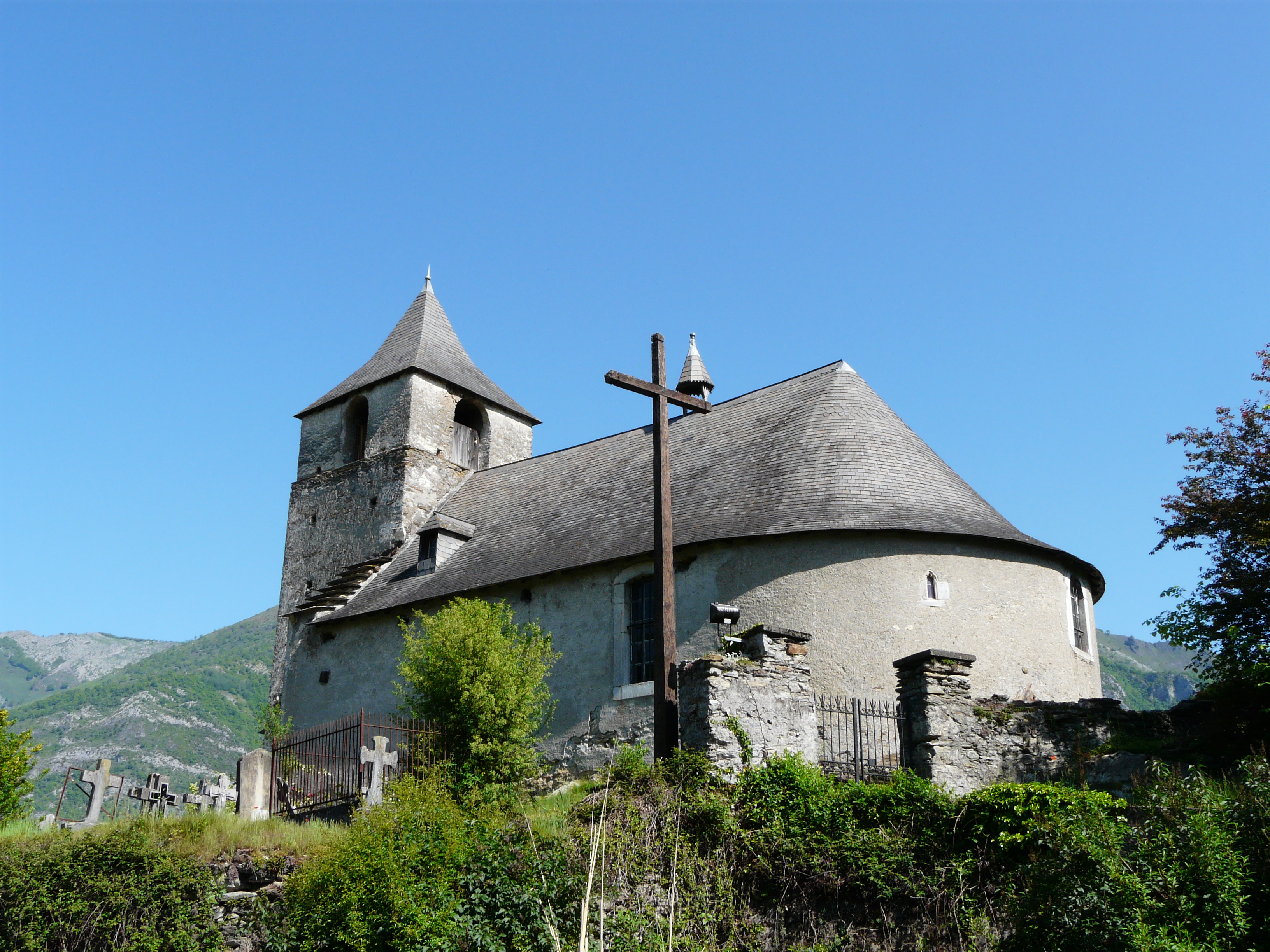
Церковь Св. Варфоломея
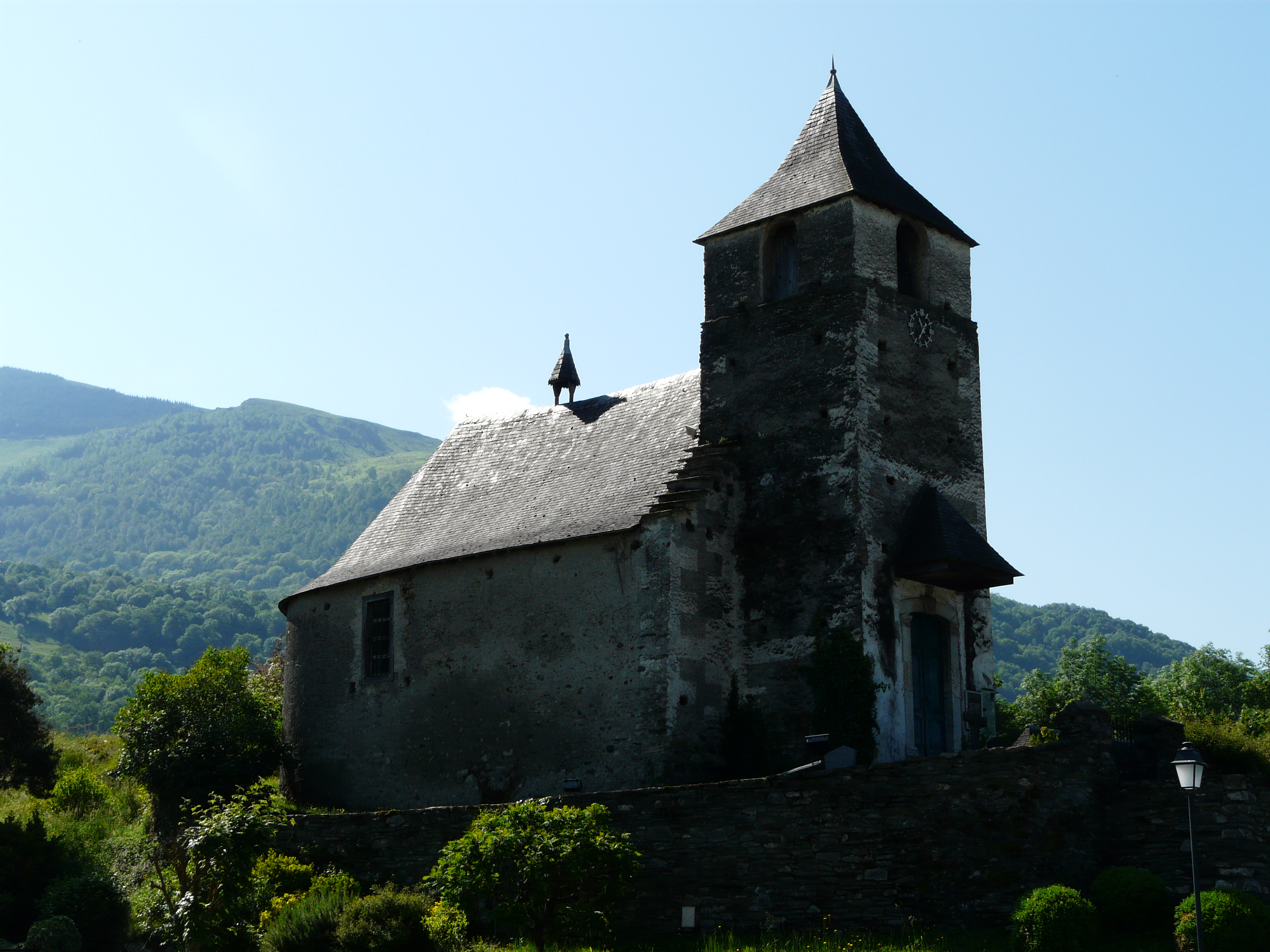
Церковь Св. Варфоломея
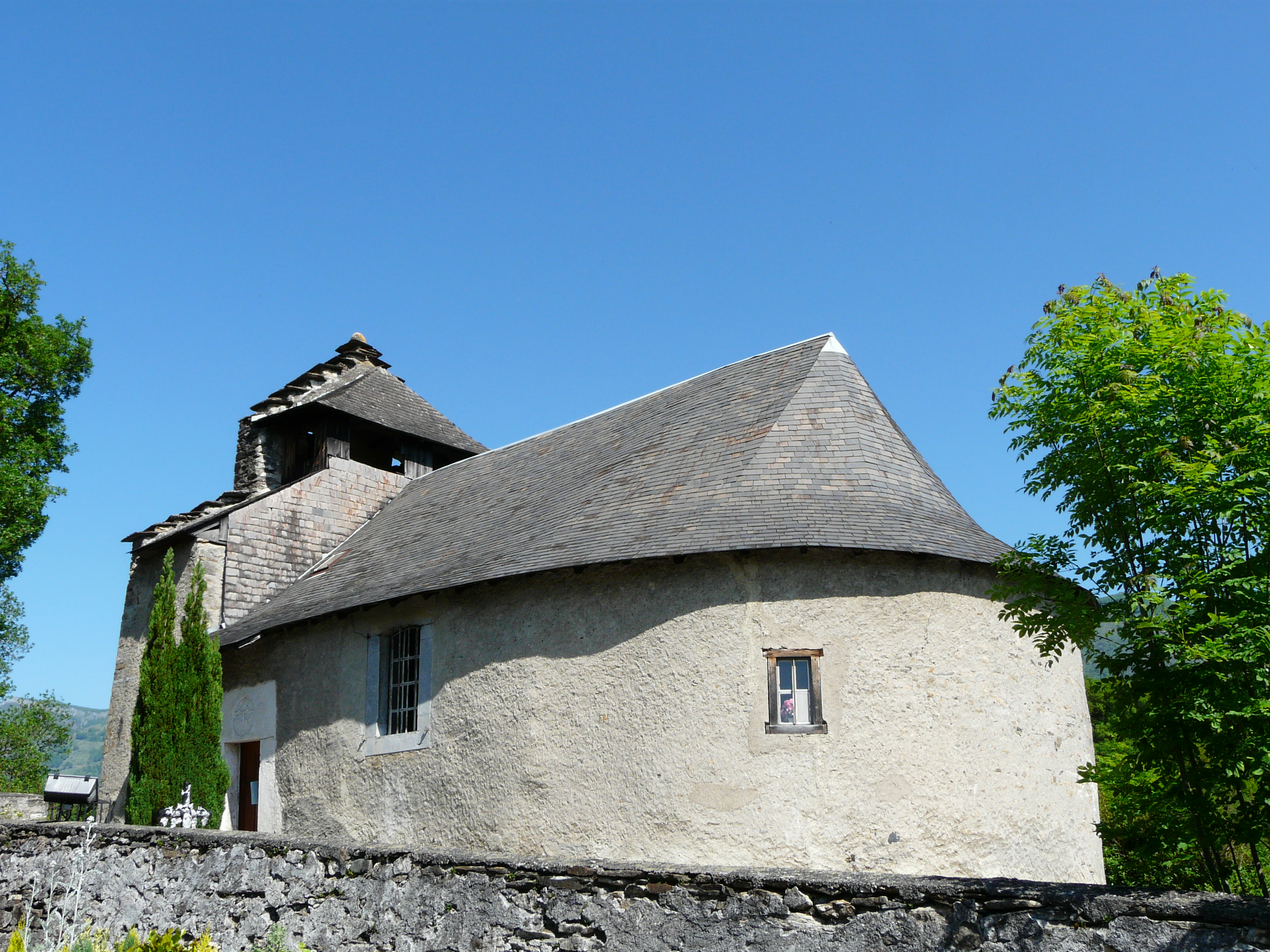
Церковь Св. Винсента
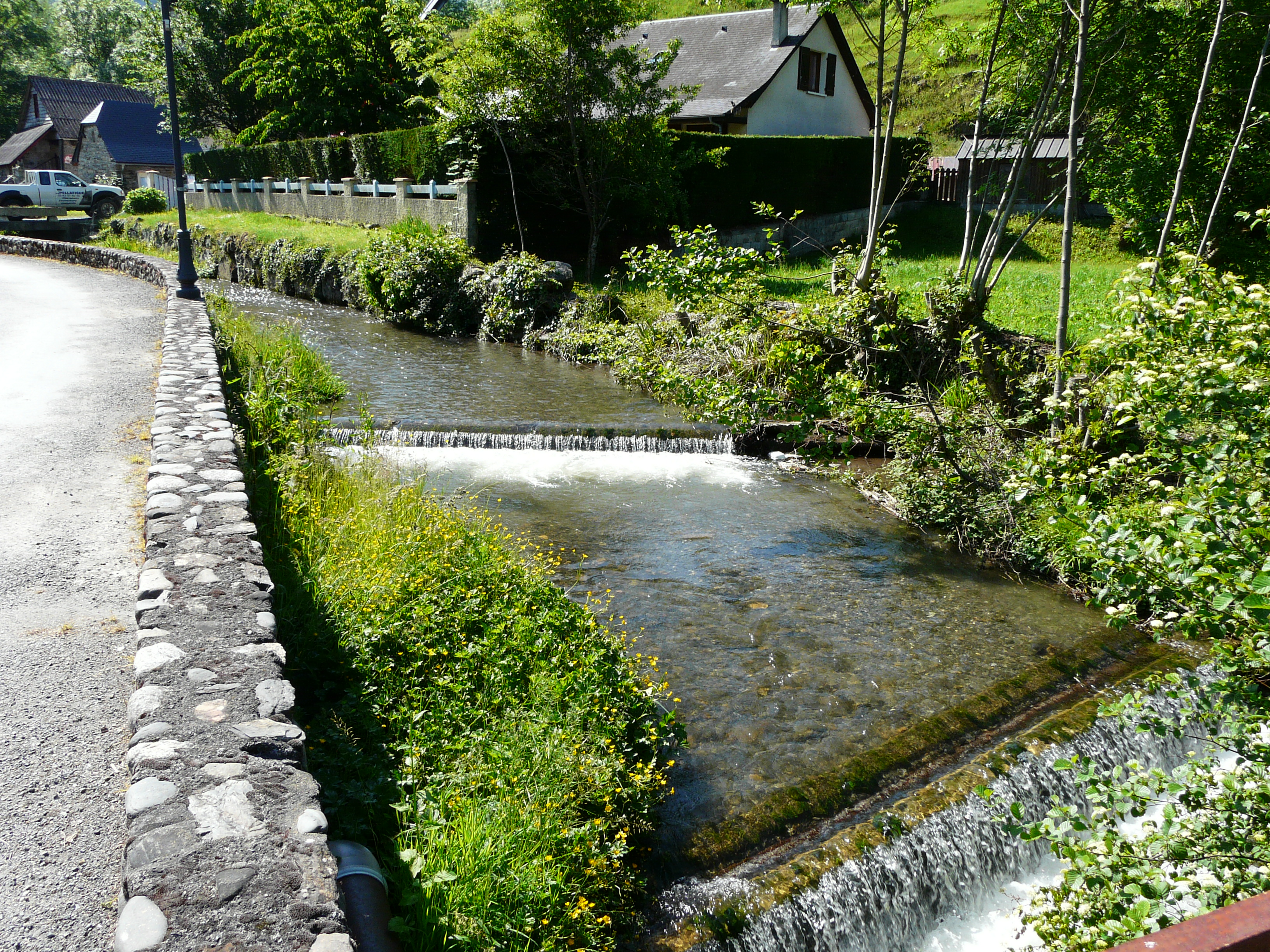
Река Сен-Пасту
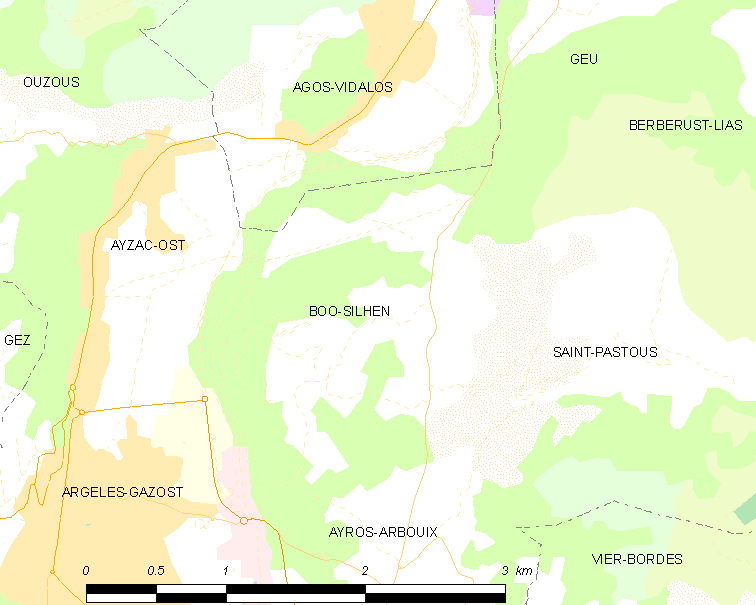
Карта коммуны